# Live from Milan (Roberto Cacciapaglia)
Live from Milan è un disco di Roberto Cacciapaglia pubblicato nel 2011.

## Tracce
CD 1
1. Seconda navigazione
2. Floating
3. Tema celeste
4. Sarabanda
5. Luminous Land - Outdoor
6. Ancient Evenings
7. Viaggio di notte
8. Oceano
9. Olimpica
10. Nuvole di luce
11. How Long
12. Atlantico

CD 2
1. Luminous Land - Sigillo
2. Meraviglia
3. Double Vision
4. Handel Hendrix House
5. Canone degli spazi
6. Home
7. Times
8. Luminous Night